# Jana Rabasová
Jana Rabasová   (Praga, 22 de juliol de 1933 - 3 de gener de 2008), de casada Bartošová, fou una gimnasta artística txeca, que va competir sota bandera txecoslovaca durant la dècada de 1950.
El 1952 va prendre part en els Jocs Olímpics d'Estiu de Hèlsinki, on disputà les set proves del programa de gimnàstica. Guanyà la medalla de bronze en la competició del concurs complet per equips, mentre fou sisena en el concurs per aparells equips. En la resta de proves finalitzà en posicions més endarrerides.